# Чусовая (Свердловская область)
Чусова́я — посёлок в муниципальном округе Дегтярск Свердловской области России.

## Географическое положение
Посёлок Чусовая расположен в 11 километрах (по дорогам в 14 километрах) к востоку от города Дегтярска, на левом берегу реки Чусовой. В двух километрах выше посёлка по течению находится плотина Верхнемакаровского водохранилища.
Дорога к посёлку Чусовая ведёт со стороны посёлка Вязовая.

## Население
| 2002 | 2010 |
| ---- | ---- |
| 12   | ↘0   |